# James Lee Dozier
James Lee Dozier (Arcadia, 10 aprile 1931) è un generale statunitense.

## Biografia
Dozier nacque ad Arcadia, in Florida.

### Formazione
Ottenne il baccalaureato in ingegneria presso l'Accademia Militare degli USA. Successivamente ottenne il diploma di Master of Science in ingegneria aerospaziale presso l'Università dell'Arizona. Frequentò quindi l'Army Command and General Staff College e l'Army War College. Frequentò l'Accademia Militare degli Stati Uniti di West Point (New York) nel 1956, ove ebbe come compagno di classe il futuro generale Norman Schwarzkopf. Passò poi alla Armor School a Fort Knox, nel Kentucky, per l'addestramento di base e avanzato di guerra.

### Carriera
Prestò servizio nella guerra del Vietnam con l'11º Reggimento di Cavalleria negli anni 1968 e 1969 dove gli venne conferita la medaglia Silver Star e successivamente prestò servizio presso il Pentagono e nella Germania Ovest.
Raggiunto il grado di generale di brigata, ebbe l'incarico di sottocapo di stato maggiore logistico presso il quartier generale delle forze terrestri della NATO nell'Europa meridionale (FTASE) a Verona.

### Rapimento
Fu rapito dalle Brigate Rosse a Verona il 17 dicembre 1981 mentre era sottocapo di stato maggiore addetto alla logistica del Comando delle forze terrestri della NATO nell'Europa meridionale. Il sequestro avvenne nel suo appartamento, intorno alle 18, da parte di un commando di quattro uomini e una donna: Antonio Savasta, Pietro Vanzi, Ugo Milani, Cesare Di Lenardo e Barbara Balzerani, che entrarono in casa travestiti da idraulici, Giovanni Ciucci che rimase in strada alla guida dell'automezzo su cui venne caricato il generale. La moglie di Dozier venne solo immobilizzata e così venne trovata.
Durante la prigionia Dozier riuscì a togliersi temporaneamente le cuffie che avevano posto sulle sue orecchie mentre l'addetto alla sua sorveglianza non guardava, consentendogli di identificare i movimenti mattino e sera. Egli registrò i giorni sul suo diario fino un totale di 40. Infatti fu in grado di tenere un diario giocando un solitario e scrivendo falsi punteggi su un pezzo di carta fornitogli dai suoi sorveglianti. Questi punteggi erano in un codice alfanumerico da lui ideato, basato sulle sette pile di carte da gioco e il numero di carte di ogni pila.
Le Brigate Rosse tennero prigioniero Dozier per 42 giorni, fino al 28 gennaio 1982.
Judy Dozier, moglie del generale, non fu rapita ma tenuta brevemente sotto la mira di un'arma da fuoco per obbligare Dozier a obbedire e i terroristi la lasciarono incatenata nella lavanderia dell'appartamento. Judy Dozier fu liberata dopo che aveva fatto rumore battendo con spalle e ginocchia contro la lavatrice e richiamando così l'attenzione dei vicini di casa.
A seguito anche di una trattativa infruttuosa con agenti del KDS bulgaro, sempre interessati a possibili segreti militari dell'allora blocco occidentale, fu liberato a Padova il 28 gennaio 1982, al culmine delle indagini guidate da Umberto Improta, con un'incursione del NOCS, reparto speciale della Polizia di Stato, nell'appartamento di via Pindemonte; fu lo stesso presidente statunitense Ronald Reagan a congratularsi via telefono per la sua liberazione. Il sequestro Dozier è considerato l'episodio che segna l'inizio del declino delle Brigate Rosse in Italia dopo gli eventi degli anni di piombo.

### Epilogo
Dozier fu poi promosso maggior generale e infine si ritirò dal servizio militare attivo.

## Nella cultura di massa
Nel 1993 Carlo Lizzani girò per Rai 1 un film per la televisione ispirato alle vicende del rapimento, intitolato Il caso Dozier, con l'attore Lloyd Bochner nel ruolo dell'ufficiale statunitense.
Il rapimento del generale viene citato nel film L'uomo che fissa le capre di Grant Heslov del 2009.
Nel 2022, la vicenda viene ripercorsa nella docu-serie di Sky Italia intitolata Il Sequestro Dozier – Un'operazione perfetta.
Nel 2022, la casa di produzione italiana Light History realizza un documentario dal titolo Il sequestro Dozier: la NATO e le BR, successivamente trasmesso su Sky sul canale History.